# Список программ для работы с филогенетическими деревьями
В этом списке собрано программное обеспечение и интернет ресурсы, предназначенные для визуализации филогенетических деревьев.

## Сетевые ресурсы
| Название                        | Описание | Лицензия      | Технология                                 | Сайт |
| ------------------------------- | --- | ------------- | ------------------------------------------ | ---- |
| Archaeopteryx (ранее ATV)       | Программа для отображения и редактирования филогенетических деревьев |               | Java                                       |      |
| EvolView                        | Программа для визуализации, аннотации и управления филогенетическими деревьями |               |                                            |      |
| ETE toolkit                     | Окружение для визуализации дерева | Freeware      | Python                                     |      |
| Hypergeny                       | Просмотрщик гиперболических деревьев больших филогений |               | Java и JavaScript                          |      |
| InfoViz Tree Tools              | набор утилит, поддерживающий гиперболические, space и icicle деревья |               | Javascript                                 |      |
| iTOL — interactive Tree Of Life | Аннотация деревьев с различными типами данных и экспортом в различные графические форматы; с поддержкой скриптов через пакетный интефейс |               |                                            |      |
| TreeVector                      | генерирует масштабируемые интерактивные филогенетические деревья в SVG или PNG формате | GPL           | Java                                       |      |
| jsPhyloSVG                      | библиотека с открытым исходным кодом для отображения расширяемых и настраиваемых деревьев |               | JavaScript                                 |      |
| JStree                          | библиотека для просмотра и редактирования деревьев | MIT           | JavaScript и HTML5 canvas                  |      |
| OneZoom                         | uses IFIG (Interactive Fractal Inspired Graphs) to display phylogenetic trees which can be zoomed in on to increase detail | MIT           |                                            |      |
| Phylodendron                    | Различные стили деревьев, ветвей и выходных форматов. |               | Java                                       |      |
| PhyloExplorer                   | a tool to facilitate assessment and management of phylogenetic tree collections. Given an input collection of rooted trees, PhyloExplorer provides facilities for obtaining statistics describing the collection, correcting invalid taxon names, extracting taxonomically relevant parts of the collection using a dedicated query language, and identifying related trees in the TreeBASE database |               |                                            |      |
| Phyloviewer                     | Интернет среда анализа филогеномного анализа базирующаяся на Bioinformatics Portal System. | проприетарная | Java и GWT                                 |      |
| PhyloWidget                     | просмотр, редактирование и публикация филогенетических деревьев, интерфейс с базами данных | GPLv2         | Java и JavaScript                          |      |
| TRED                            | утилита для отображения и редактирования филогенетических деревьев. Деревья генерируются в SVG с использованием Raphael. |               | Javascript клиент и Python (web2py) сервер |      |
| Treedraw                        | Отображение филогенетических деревьев |               | HTML5 canvas                               |      |
| TreeViz                         | Просмотрщик деревьев с возможностью построения карт | MIT           | Java                                       |      |
| T-REX                           | Веб сервер для изучения, анализа и отображения деревьев (иерархический, круговой и осевой виды), обнаружения горизонтального переноса генов и отображения HGT сети |               |                                            |      |

## Программы
| Название         | Описание | Лицензия           | Язык программирования | ОС      | Сайт |
| ---------------- | --- | ------------------ | --------------------- | ------- | ---- |
| BayesTrees       | Программа предназначена для отображения, анализа и манипуляций примерами деревьев.                                                                        | бесплатная         | Mono                  | все     |      |
| BioNumerics      | Универсальная платформа для учёта, хранения и анализа все типов биологических данных, включая деревья и сети гипотез последовательностей данных.          | EULA               |                       | Windows |      |
| Bio::Phylo       | Коллекция Perl модулей для манипуляции и отображения филогенетических деревьев, Является частью набора BioPerl.                                           | perl_5             | Perl                  | все     |      |
| Dendroscope      | Программа для просмотра больших филогенетических деревьев и сетей.                                                                                        | бесплатная         |                       | все     |      |
| ETE              | Утилита для отображения изображений филогенетических деревьев с возможностью экспорта в PNG, PDF и SVG форматах.                                          | GPLv3              | Python                | все     |      |
| FigTree          | Современный просмотрщик деревьев с возможностями раскраски и сворачивания.                                                                                | бесплатная         | Java                  | все     |      |
| Geneious         | Полноценная программа для анализа последовательностей, филогенетики и молекулярного клонирования с современным просмотрщиком деревьев.                    | коммерческая       |                       | все     |      |
| JEvTrace         | Просмотрщик для группировки последовательностей, филогений и структур. Выполняет интерактивное отслеживание эволюции и прочий анализ.                     | условно-бесплатная | Java                  | все     |      |
| MultiDendrograms | Приложение для расчета и построения филогенетических деревьев.                                                                                            | открытая           | Java                  | все     |      |
| NJplot           | Интерактивный строитель деревьев с экспортом в PDF. | бесплатная         | C                     | все     |      |
| TreeDyn          | Мощная программа для манипуляций с деревьями и комментирования, позволяющей включение мета-информации.                                                    | открытая           |                       | все     |      |
| TreeGraph 2      | Редактор деревьев с многочисленными операциями редактирования и форматирования, включая комбинирование различных филогенетических анализов.               | GPLv3              | Java                  | все     |      |
| TreeView         | Классическая часто цитируемая программа для отображения деревьев.                                                                                         | бесплатная         |                       | все     |      |
| UGENE            | Графический интерфейс для работы с последовательностями, аннотациями, множественными выравниваниями, филогенетическими деревьями, данными секвенирования. | GPLv2              | C++                   | все     |      |
| VectorFriends    | Интегрированное программное обеспечение анализа последовательностей с возможностью просмотра филогенетических деревьев.                                   | коммерческая       |                       | Windows |      |